# Рейн де Вал
Рейн де Вал (нід. Rein de Waal, 24 листопада 1904 — 31 травня 1985) — нідерландський хокеїст на траві.
Срібний призер Олімпійських Ігор 1928 року, бронзовий призер 1936 року.